# KZ Boizenburg

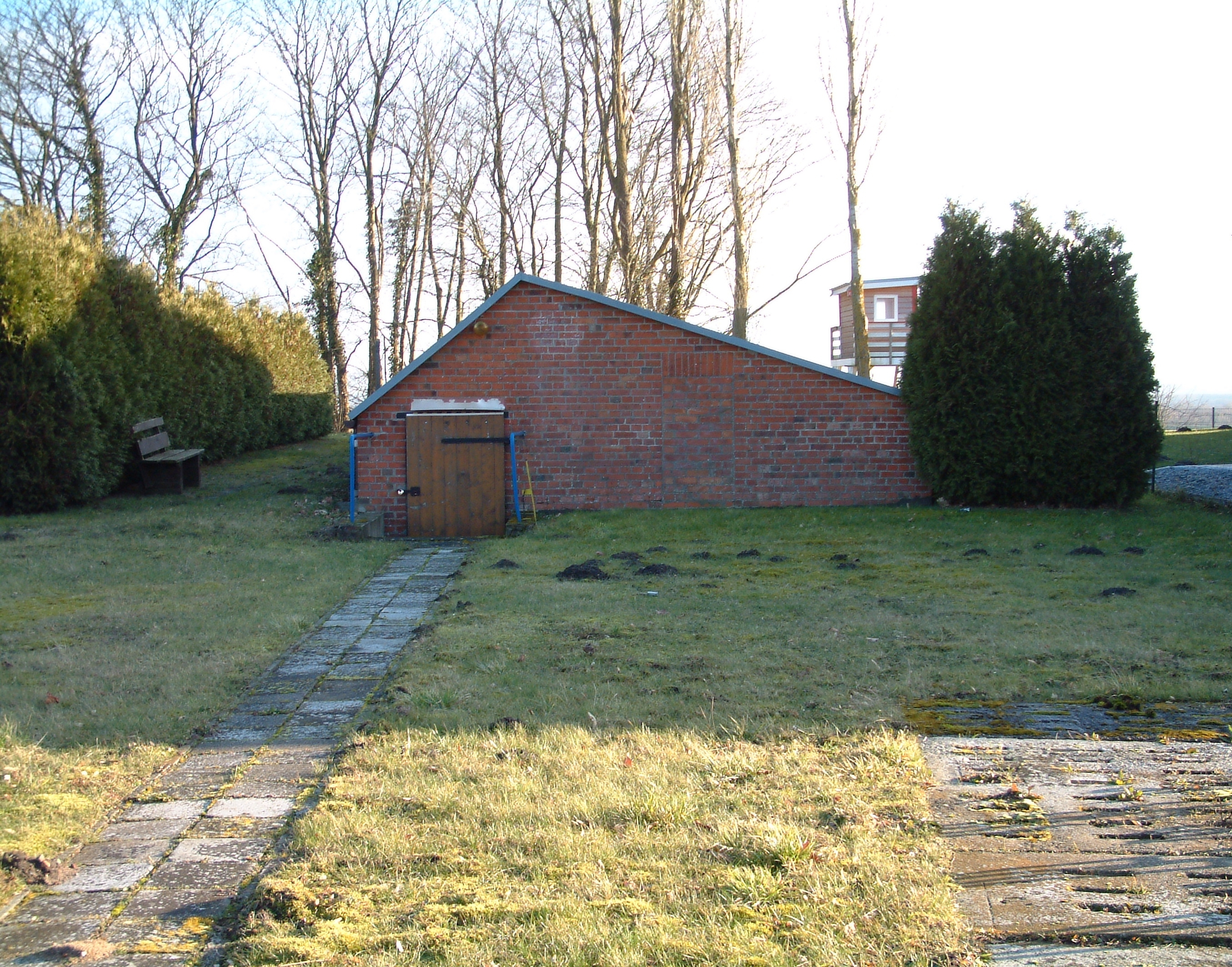
Ehemalige Küchenbaracke des KZ Außenlagers Boizenburg

Das KZ Boizenburg war ein Außenlager des KZ Neuengamme bei Boizenburg/Elbe. Es bestand von August 1944 bis zum 28. April 1945.

## Geschichte

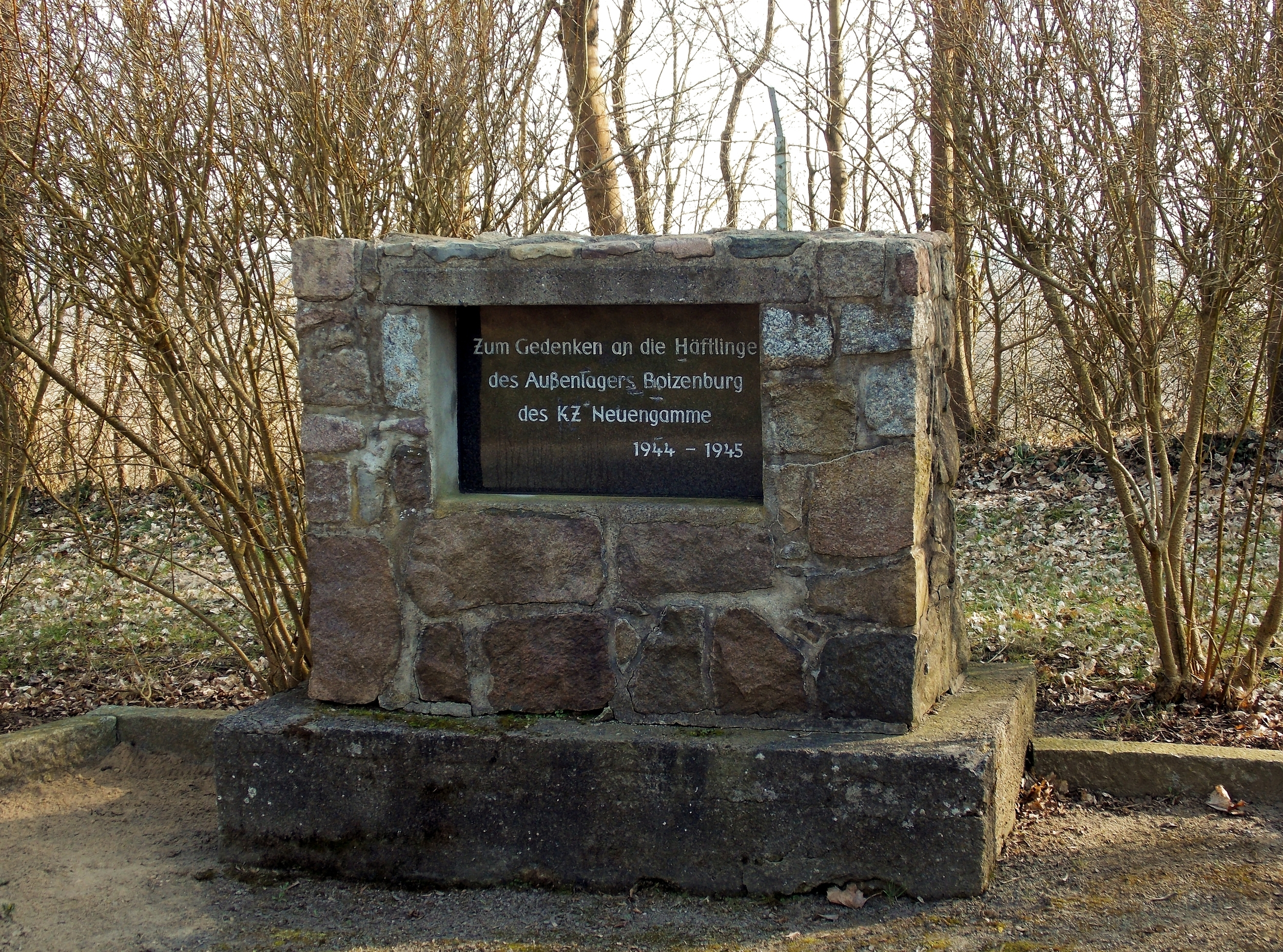
Denkmal KZ Außenlager Boizenburg

Im Frühjahr 1944 wurde ein seit Anfang der 1940er-Jahre auf dem Elbberg bestehendes Barackenlager für Kriegsgefangene und Zwangsarbeiter auf seine Tauglichkeit zur Häftlingsunterbringung geprüft. Im Frühsommer 1944 wurde auf diesem Gelände das KZ-Außenlager Boizenburg errichtet.
Das Lager umfasste vier Unterkunftsbaracken in Holzbauweise, eine Küchenbaracke in Massivbauweise, eine Waschbaracke und kleine Nebengebäude (Krankenrevier, Verwaltung) in Holzbauweise sowie einen Wachturm. Die genaue Lage der Baracken und Nebengebäude lässt sich anhand einer Skizze von Augenzeuginnen aus dem Jahr 1946 nachvollziehen.
Im August 1944 wurden 400 arbeitsfähige Jüdinnen, die zumeist aus Ungarn stammten und im Frühjahr 1944 aus ihren Heimatorten vertrieben und in verschiedenen Ghettos eingesperrt worden waren, vom KZ Auschwitz-Birkenau nach Boizenburg gebracht. Der unter unmenschlichen Bedingungen durchgeführte Transport dauerte drei Tage, in denen die Frauen und jungen Mädchen weder ausreichend Nahrung noch Wasser bekamen. Auch junge Jüdinnen aus Rumänien und der Tschechoslowakei wurden in Boizenburg inhaftiert.
Die weiblichen KZ-Häftlinge wurden nach ihrer Ankunft zur Zwangsarbeit in der Werft Thomsen & Co eingesetzt. Dort mussten sie in Zwölf-Stunden-Schichten, auch in der Nacht, gemeinsam mit Kriegsgefangenen und zivilen Arbeitern Teile für Flugzeuge und Schiffe produzieren bzw. Kriegsschiffe montieren und Flugzeuge reparieren, dazu gehörten auch Schweiß- und Bohrarbeiten. Dabei trugen die mangelernährten Frauen keine entsprechende Schutzkleidung und erlitten oftmals schwere Verletzungen. Zudem waren sie ständig den Schikanen und Misshandlungen der zumeist weiblichen SS-Wachmannschaft ausgesetzt. Nach der Einstellung der Arbeiten bei Thomsen & Co im März 1945 auch infolge der zunehmenden Luftangriffe der Alliierten, wurden die KZ-Insassinnen zur Beseitigung von Bombenschäden infolge der Tieffliegerangriffe im Boizenburger Hafen und in den Industriebetrieben eingesetzt.
Am 8. März 1945 befanden sich im Lager 399 Insassinnen. Angesichts der heranrückenden Frontlinie ließ die SS das Lager in den frühen Morgenstunden des 28. April 1945 evakuieren. Dies bedeutete Abtransport oder Massenmord der Häftlinge, bevor alliierte Truppen das Lagergebiet erreichen. Die SS trieb die Frauen in Richtung des KZ-Außenlagers Neustadt-Glewe, ein Außenlager des KZ Ravensbrück. Dort wurde ihnen jedoch aus Furcht vor einem Ausbruch von Typhus der Zutritt verweigert. Daraufhin mussten die Frauen weiter in Richtung des KZ-Auffanglagers Wöbbelin laufen. Eine Einheit der 82nd US Airborne Division befreite sie am 2. Mai 1945 in der Nähe von Groß Laasch. Nach dem Krieg wurde eine SS-Aufseherin des KZ Außenlagers Boizenburg festgenommen und 1948 zu einer Haftstrafe verurteilt.
Der Lagerkomplex wurde in den Nachkriegsjahren als Unterkunft für Kriegsflüchtlinge und Vertriebene genutzt. Im Verlauf des Jahres 1956 wurden die Holzbaracken abgerissen. Der massive Küchenkeller, der vom Abriss verschont blieb, diente fortan der Elbewerft als Lagerraum.

## Gedenkstätten
Am 3. Oktober 1969 wurde das Denkmal, das vom ehemaligen Boizenburger Bürgermeister und Künstler Günther Zecher (1929–2013) entworfen wurde, unterhalb des ehemaligen KZ-Lagergeländes eingeweiht. Das Denkmal wurde in der Nacht zum 8. Mai 2008 geschändet. Im Zuge der Wiederherstellung wurde die den oberen Abschluss bildende Opferschale entfernt und die Gedenktafel erneuert.
Anfang der 1990er-Jahre wurde die auf dem ehemaligen Lagergelände noch im Originalzustand erhaltene Küchenbaracke unter Denkmalschutz gestellt. Seit 2000 beherbergt sie das Elbbergmuseum Boizenburg mit einer ständigen Ausstellung über das KZ-Außenlager.